# دی جی کوبرت
ریچارد کیوتویس(به انگلیسی: Richard Quitevis) که توسط طرفدارانس به نام های دی جی کوبرت یا کوبرت،شناخته می شود.او یک آهنگساز نیز می باشد.